# Vladimír Darida
Vladimír Darida (pronunție în cehă [ˈvlaɟɪmiːr ˈdarɪda]; n. 8 august 1990, Plzeň, Cehoslovacia) este un fotbalist ceh care joacă pe postul de mijlocaș central pentru clubul german Hertha BSC și echipa națională de fotbal a Cehiei, fiind și căpitanul acesteia.

## Cariera pe echipe
Născută la Plzeň, Darida a ajuns la Viktoria Plzeň după ce a fost împrumutat la FK Baník Sokolov în 2011. A jucat pentru Freiburg în 2013.
La 2 noiembrie 2014, a marcat din penalty în meciul din deplasare cu 1. FC Köln în urma căruia echipa sa a obținut prima victorie după zece meciuri, reușind să urce în clasament peste locurile de retrogradare directă.

### Hertha BSC
După ce Freiburg a retrogradat în sezonul 2014-2015, Darida a semnat cu Hertha BSC pentru o sumă de transfer nedivulgată. El a purtat tricoul cu numărul 6. El a avut un impact imediat la echipă, înscriind pentru Hertha BSC chiar la debutul său în primul tur al DFB-Pokal împotriva lui Arminia Bielefeld într-o victorie cu 2-0. I-a dat o pasă decisivă lui Salomon Kalou în înfrângerea scor 1-3 cu Borussia Dortmund. La 27 septembrie a marcat primul gol în acel sezon, cel în urma căruia echipa sa a obținut un egal cu Frankfurt, scor 1-1.

## La națională
Pe 28 mai 2012, s-a  anunțat faptul că Darida a fost convocat la naționala Cehiei pentru Euro 2012. El l-a înlocuit pe fundașul Daniel Pudil, care se accidentase înainte de turneul final. În meciul din semifinale cu Portugalia (de la Euro 2012), a marcat al doilea gol pentru Cehie, primul într-un meci oficial, intrând în locul accidentatului Tomáš Rosický. El a fost înlocuit după 61 de minute de Jan Rezek, iar Cehia a pierdut cu 1-0.

## Onoruri
FC Viktoria Plzeň
- Gambrinus liga : 2010-11, 2012-13

### Individual
- Jucătorul ceh al anului: 2017